# Breaking Point (band)
Breaking Point was een Amerikaanse alternatieve rockband, afkomstig uit Memphis. De band werd in 1999 opgericht door zanger/gitarist Brett Erickson en gitarist Justin Rimer.

## Geschiedenis
De groep ontstond toen Rimer in een muziekwinkel werkte en ontdekte dat hij muzikaal gezien veel gemeen had met een klant, Erickson. Toen ze samen begonnen te jammen realiseerden ze zich hoeveel potentieel ze hadden en begonnen ze al snel audities te doen voor een bassist. Uiteindelijk viel de keuze op Greg Edmondson. Drummer Jody Abbott vervolledigde de bezetting.
Een jaar later kreeg de band de aandacht van grote platenlabels en tekenden ze een contract bij Wind-up Records, waar ze in september 2001 hun debuutalbum Coming of Age uitbrachten. Breaking Point verdween vervolgens een tijdje, maar dook in het voorjaar van 2005 weer op met de release van hun tweede album Beautiful Disorder. Drummer Aaron "Zeke" Dauner had Abbott inmiddels vervangen en David Cowell sloot zich aan als tourgitarist.
Hun nummers zijn gebruikt in een aantal films, waaronder The Scorpion King, Dragon Ball Z: Cooler's Revenge en Fantastic Four.
Medio 2006 toerde Breaking Point door de Verenigde Staten met Creed-frontman Scott Stapp. In 2007 hield de band ermee op. In mei 2011 kwam Breaking Point eenmalig weer bijeen in het Hard Rock Cafe in Memphis voor een benefietconcert en speelde een akoestische set.

## Bandleden
- Brett Erickson – zang, gitaar
- Justin Rimer – gitaar
- Greg Edmondson – basgitaar
- Jody Abbott † – drums
- Aaron "Zeke" Dauner – drums
- David Cowell – gitaar

## Discografie

### Albums
- Coming of Age (2001, Wind-up)
- Beautiful Disorder (2005, Wind-up)

### Singles
- "Coming of Age" (2001, Wind-up)
- "Brother" (2001, Wind-up)
- "One of a Kind" (2002, Wind-up)
- "Show Me a Sign" (2005, Wind-up)
- "All Messed Up" (2005, Wind-up)
- "Promise Keeper" (2005, Wind-up)